# Greenbriar (Florida)
Greenbriar ist  ein census-designated place (CDP) im Pinellas County im US-Bundesstaat Florida. Das U.S. Census Bureau hat bei der Volkszählung 2020 eine Einwohnerzahl von 2.696 ermittelt. 

## Geographie
Greenbriar grenzt direkt an die Stadt Clearwater und liegt etwa 25 km westlich von Tampa. 

## Demographische Daten
Laut der Volkszählung 2010 verteilten sich die damaligen 2502 Einwohner auf 1193 Haushalte. Die Bevölkerungsdichte lag bei 1668 Einw./km². 92,0 % der Bevölkerung bezeichneten sich als Weiße, 3,5 % als Afroamerikaner, 0,3 % als Indianer und 2,4 % als Asian Americans. 0,8 % gaben die Angehörigkeit zu einer anderen Ethnie und 1,1 % zu mehreren Ethnien an. 7,5 % der Bevölkerung bestand aus Hispanics oder Latinos.
Im Jahr 2010 lebten in 23,2 % aller Haushalte Kinder unter 18 Jahren sowie 34,9 % aller Haushalte Personen mit mindestens 65 Jahren. 61,8 % der Haushalte waren Familienhaushalte (bestehend aus verheirateten Paaren mit oder ohne Nachkommen bzw. einem Elternteil mit Nachkomme). Die durchschnittliche Größe eines Haushalts lag bei 2,18 Personen und die durchschnittliche Familiengröße bei 2,71 Personen.
18,9 % der Bevölkerung waren jünger als 20 Jahre, 22,7 % waren 20 bis 39 Jahre alt, 29,5 % waren 40 bis 59 Jahre alt und 29,0 % waren mindestens 60 Jahre alt. Das mittlere Alter betrug 46 Jahre. 47,6 % der Bevölkerung waren männlich und 52,4 % weiblich.
Das durchschnittliche Jahreseinkommen lag bei 55.880 $, dabei lebten 0,6 % der Bevölkerung unter der Armutsgrenze.